# Gaztelugatxe

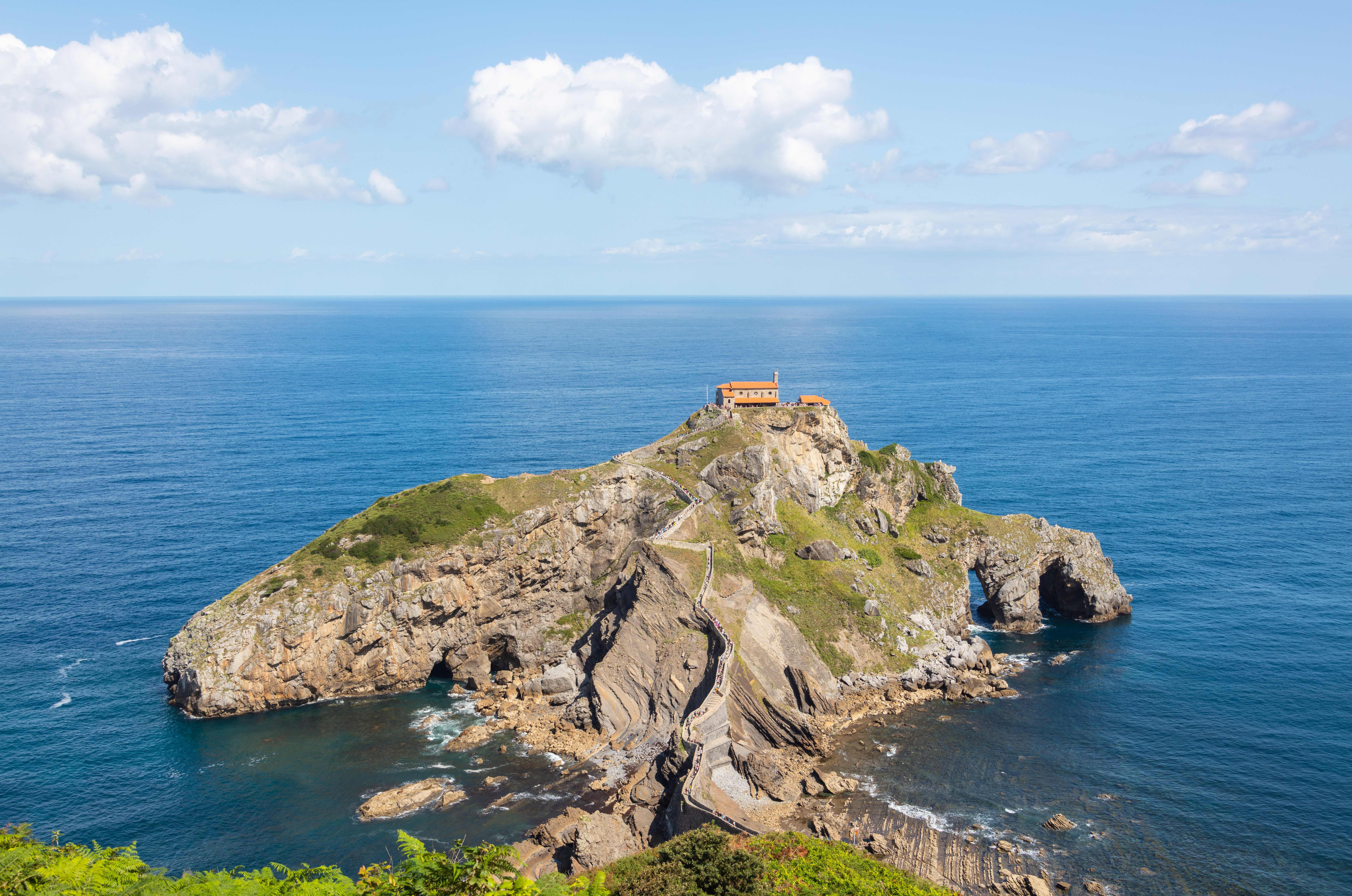
Gaztelugatxe

Gaztelugatxe is een klein eiland voor de kust van Biskaje dat behoort tot de gemeente Bermeo. Het eiland is met een brug verbonden met het vasteland. Op de top van het eiland staat de kleine kluizenarij San Juan de Gaztelugatxe (Baskisch: Gaztelugatxeko Doniene), gewijd aan Johannes de Doper. De eerste kerk stond hier reeds in de 10e eeuw. 

## Etymologie
Het woord gaztelugatxe komt van het Baskische gaztelu = "kasteel" en atx = "rots", wat samen "het rotskasteel" vormt. Het woord atx en zijn afgeleiden zijn gebruikelijk in Baskische toponiemen die verband houden met rotsachtige toppen.

## Ligging
De Baskische kust is ruig in dit gebied. De zee erodeert onophoudelijk de rotsachtige kust en creëert tunnels, bogen en grotten. Het eiland Gaztelugatxe ligt in het midden van dit deel van de kust naast het kleine eiland Aketx, een plek met veel zeevogels.
De kluizernarij ligt zo'n 80 meter boven het zeeniveau. Het is toegankelijk via een smal pad. Het begint bij een stenen brug vanaf het vaste land gevolgd door 241 treden. Volgens de legende moet men na de klim naar de top drie keer bellen en een wens doen.
Op 10 november 1978 raakte het zwaar beschadigd bij een brand. Het werd herbouwd en op 24 juni 1980 weer heropend. In de kluizernarij liggen veel objecten van vissers die een ongeval op zee hebben overleefd.
Met de auto is het ongeveer 45 minuten van Bilbao en bijna twee uur rijden vanaf San Sebastián. Gaztelugatxe ligt ongeveer zes kilometer ten oosten van de badplaats Bakio.

## Trivia
Het eiland is gebruikt als filmlokatie voor de HBO serie Game of Thrones.

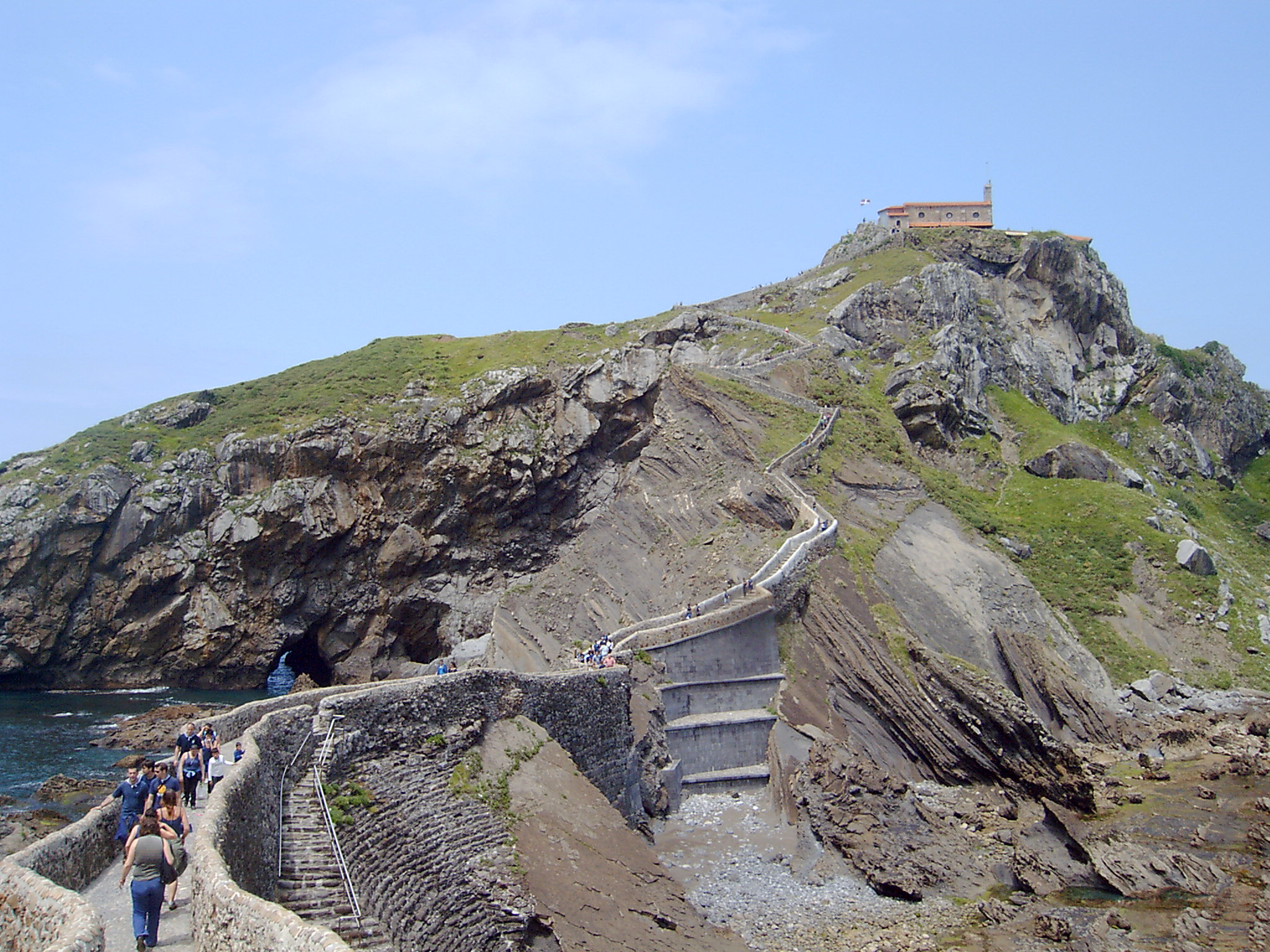
Het pad omhoog vanaf de brug
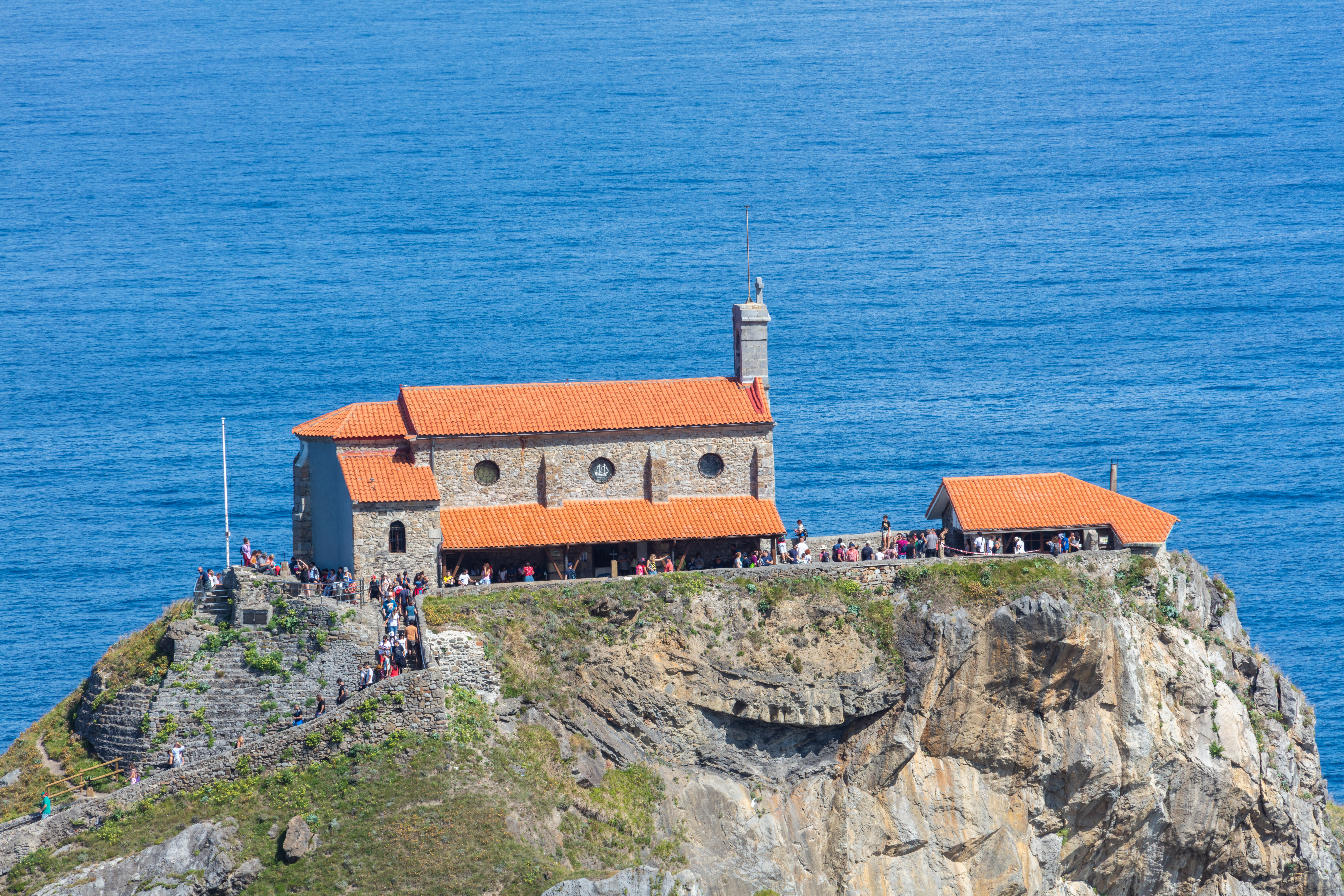
Kluizernarij
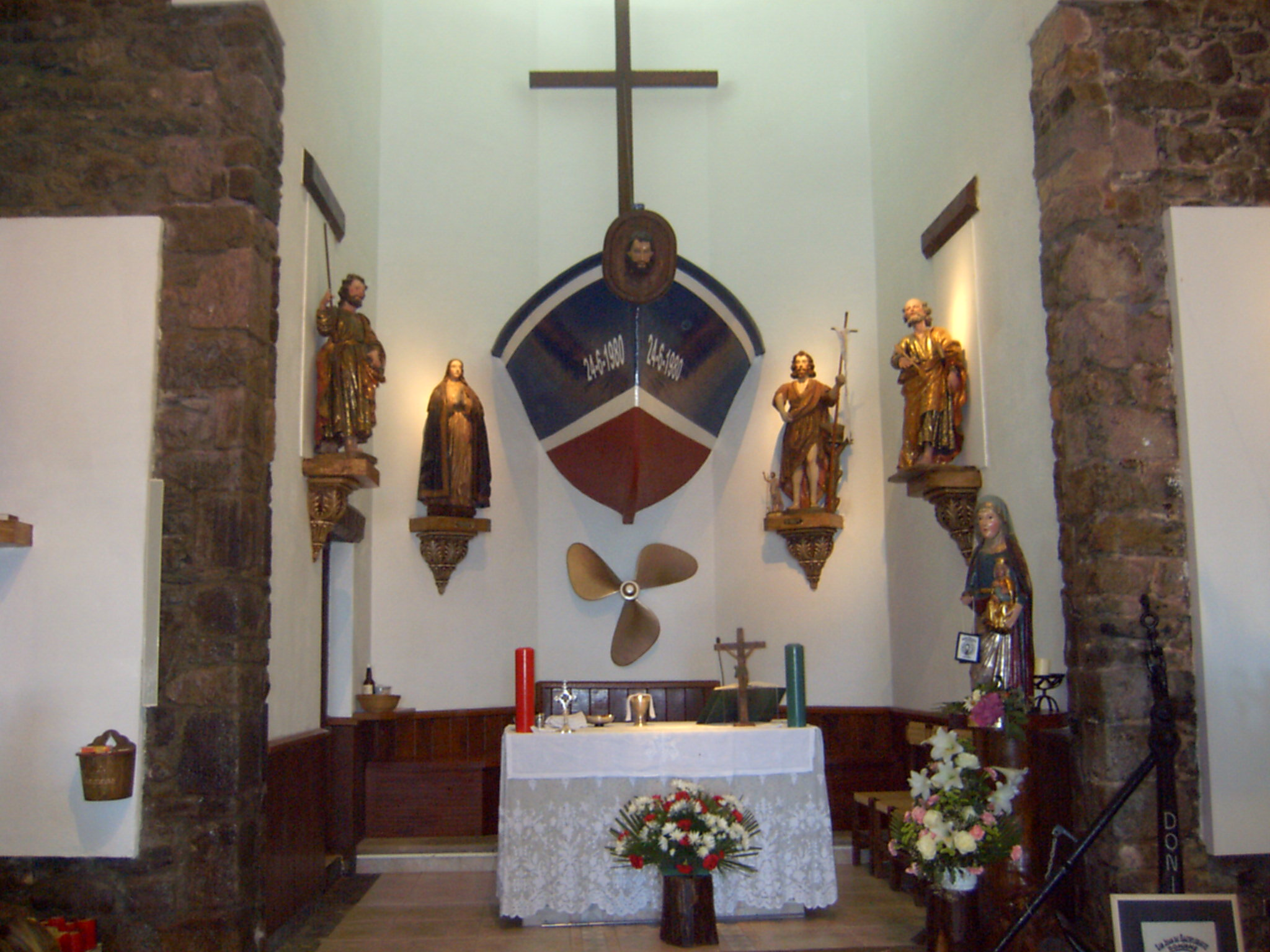
Interieur kluizernarij
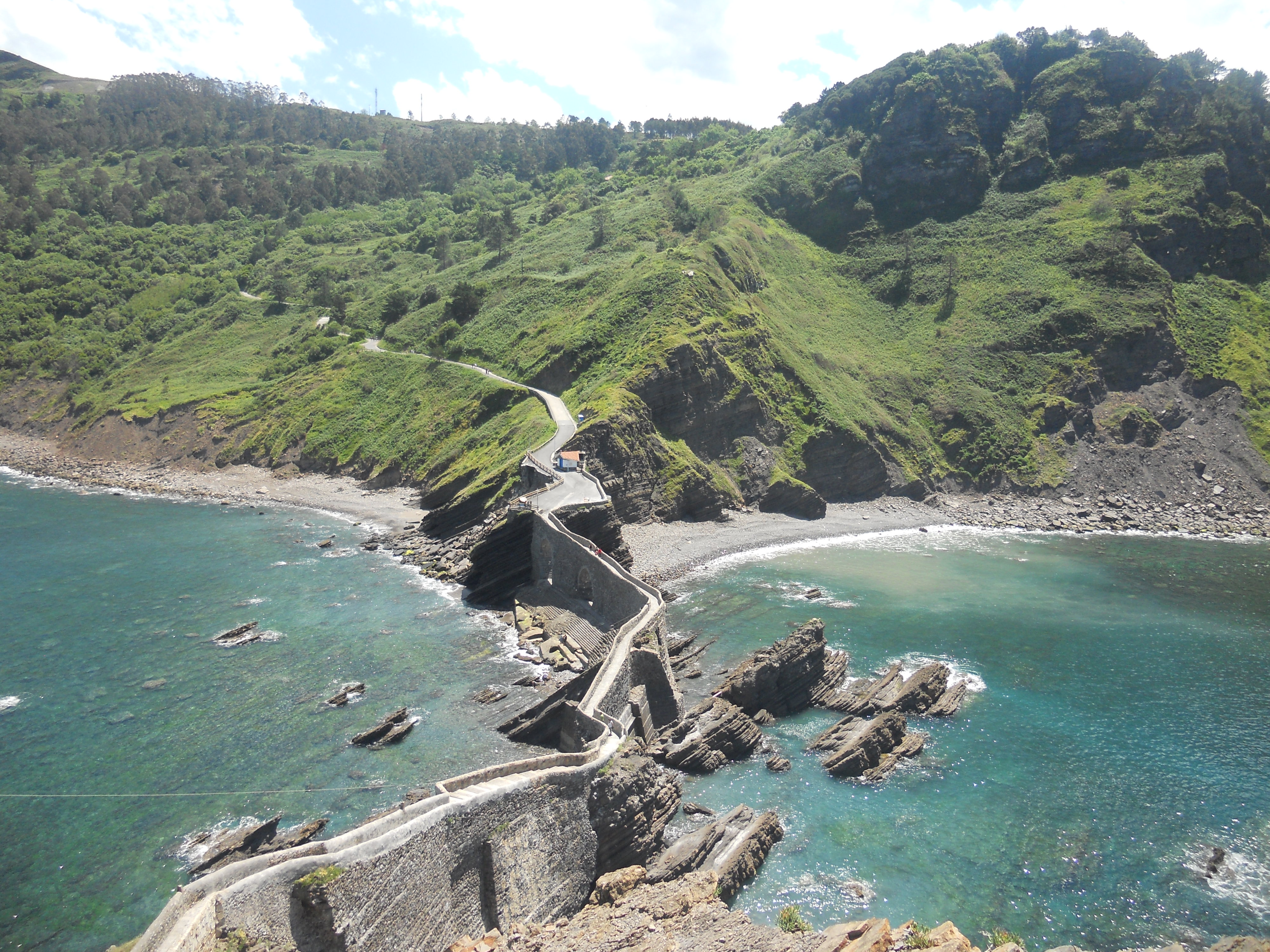
Zicht vanaf het eiland